# Тайлър Брийз
Матиас „Мат“ Клемент (роден на 19 януари 1988) е канадски професионален кечист. Подписал е с WWE, където се бие под името Тайлър Брийз.

## В кеча
- Финални ходове
  - Като Тайлър Брийз
    - Beauty Shot[7] (Spinning heel kick) NXT; използван като ключов ход в WWE[8][9][8][9]
    - Разкрасяване (Inverted double underhook facebuster)[10] – 2015 г.; усвоен от Крисчън

  - Като Майк Далтън
    - Implant DDT[2]
- Ключови ходове
  - Arm trap double knee backbreaker, на навел се противник[11][12]
  - Много версии на ритник
    - Enzuigiri[9]
    - Missile drop[6]
    - Supermodel Kick[7] (супер ритник)[6]

  - Single leg Boston crab
- Мениджъри
  - Съмър Рей[13]
- Прякори
  - „Принц красавец“[7]
  - „Определението за изящество“[7]
  - „Великолепния“[14]
  - „Краля на красивия град“[14][15]
  - „Султана на селфитата“[14]

- Входни песни
  - „Good Dirty Fun“ на William Werwath (NXT; 2013 – 2014)
  - „#MMMGORGEOUS“ на CFO$ с участието на Tyler Breeze[16] (NXT/WWE; 2014 – )

## Шампионски титли и отличия
- Florida Championship Wrestling
  - Шампион в тежка категория на Флорида на FCW (1 път)[17]
  - Отборен шампион на Флорида на FCW (1 път) – с Лийки
- Prairie Wrestling Alliance
  - Отборен шампион на PWA (1 път) – с Дан Майърс[18]
- Pro Wrestling Illustrated
  - PWI го класира като #61 от топ 500 индивидуални кечисти в PWI 500 за 2015[19]